# Alberto Todros
Alberto Todros (Pantelleria, 21 luglio 1920 – Torino, 25 maggio 2003) è stato un politico italiano.

## Biografia
Fratello di Carlo Todros, ingegnere, è stato consigliere e assessore comunale e provinciale a Torino, deputato per quattro legislature nelle file del PCI.